# Géorgie au Concours Eurovision de la chanson 2012
La Géorgie a participé au Concours Eurovision de la chanson 2012 et a sélectionné son artiste et sa chanson via une finale nationale, organisée par le diffuseur géorgien GPB.

## Finale nationale
Le 9 décembre 2011, GPB confirme sa participation au Concours Eurovision de la chanson 2012 à Bakou.
Le 15 décembre 2011, GPB lance son appel aux chansons pour la sélection nationale. Les chansons doivent être en anglais ou en géorgien. Elles pouvaient être soumises jusqu'au 15 janvier 2012. Un comité interne d'experts a sélectionné ensuite 9 chansons qui participent à la finale nationale qui a lieu le 19 février 2012. Lors de celle-ci, le vainqueur est décidé par le public et par un jury à 50 % chacun et il s'agit de Anri Jokhadze avec sa chanson I'm a Joker.

### Résultats
| Numéro | Artiste                  | Chanson            |
| ------ | ------------------------ | ------------------ |
| 1      | Mirror Illusion          | Whisper            |
| 2      | November                 | Letter to a friend |
| 3      | Industrial City          | Broken             |
| 4      | Levan Jibladze (Leo Jee) | It's my life       |
| 5      | Edward Tatiani (Eddie)   | Hey you            |
| 6      | Boris Bedia              | It's life          |
| 7      | Vanilla Cage             | Breaking the cage  |
| 8      | REMA                     | Feel me            |
| 9      | Anri Jokhadze            | I'm a Joker        |

## À l'Eurovision
La Géorgie participe à la seconde moitié de la seconde demi-finale du 24 mai en passant en 12e position entre la Suède et la Turquie et ne se qualifie pas pour la finale en terminant à la 14e place avec 36 points.

### Points accordés à la Géorgie
| 12 points  | 10 points | 8 points  | 7 points | 6 points      |
| ---------- | --------- | --------- | -------- | ------------- |
| - Lituanie | - Ukraine |           |          | - Biélorussie |
| 5 points   | 4 points  | 3 points  | 2 points | 1 point       |
|            | - Estonie | - Turquie |          | - Portugal    |

### Points accordés par la Géorgie
| 12 points | Suède              |
| 10 points | Serbie             |
| 8 points  | Biélorussie        |
| 7 points  | Estonie            |
| 6 points  | Ukraine            |
| 5 points  | Lituanie           |
| 4 points  | Malte              |
| 3 points  | Turquie            |
| 2 points  | Bosnie-Herzégovine |
| 1 point   | Macédoine          |

| 12 points | Lituanie    |
| 10 points | Azerbaïdjan |
| 8 points  | Suède       |
| 7 points  | Turquie     |
| 6 points  | Ukraine     |
| 5 points  | Russie      |
| 4 points  | Italie      |
| 3 points  | Albanie     |
| 2 points  | Allemagne   |
| 1 point   | Grèce       |